# Chaohe Zhen (köping i Kina)
Chaohe Zhen (kinesiska: 潮河镇, 潮河) är en köping i Kina. Den ligger i provinsen Shandong, i den östra delen av landet, omkring 250 kilometer sydost om provinshuvudstaden Jinan. Antalet invånare är 31176. Befolkningen består av 15 232 kvinnor och 15 944 män. Barn under 15 år utgör 14,0 %, vuxna 15-64 år 71 %, och äldre över 65 år 13,0 %.
Genomsnittlig årsnederbörd är 896 millimeter. Den regnigaste månaden är juli, med i genomsnitt 269 mm nederbörd, och den torraste är januari, med 9 mm nederbörd.